# 懷莫拉 (亞利桑那州)
懷莫拉（英語：Wymola）是位於美國亞利桑那州皮納爾縣的一個非建制地區。該地的面積和人口皆未知。

## 地理
懷莫拉的座標為32°39′29″N 111°24′16″W / 32.65806°N 111.40444°W，而該地的平均海拔高度為535米（即1755英尺）。